# Piezotrachelus fallax
Piezotrachelus fallax är en skalbaggsart som beskrevs av Karl Henrik Boheman 1845. Piezotrachelus fallax ingår i släktet Piezotrachelus, och familjen spetsvivlar. Inga underarter finns listade i Catalogue of Life.